# Paris Dandies
Paris Dandies is een Nederlandse rockband, die in 2002 werd opgericht door Dany Lademacher en Dirk Vermeij.

## Biografie
De band is ontstaan na een spontaan samenspel van Dirk Vermeij en Dany Lademacher. Dit beviel zo goed dat ze meteen de thuisstudio van Dirk in doken om nummers op te nemen. Om de band compleet te maken werden Ivo Severijns en Ramon Rambeaux, beiden voormalige leden van de Wild Romance, aangetrokken.
In 2002 werd het debuutalbum uitgebracht, Le Boudoir Rouge. Hierna legde de band zich vooral toe op optreden. Op televisie is Paris Dandies onder meer te zien geweest in Barend en van Dorp en Pauw & Witteman. In 2007 zijn de heren de studio weer in gegaan. Het tweede album is uitgekomen op 25 september 2008 met de titel Paris Dandies.

## Bezetting
- Dirk Vermeij - zang, gitaar
- Dany Lademacher - gitaar
- Ivo Severijns - basgitaar
- Ramon Rambeaux - drums

## Discografie
- Le Boudoir Rouge (2002)
- Paris Dandies (2008)